# 突擊隊大隊領袖

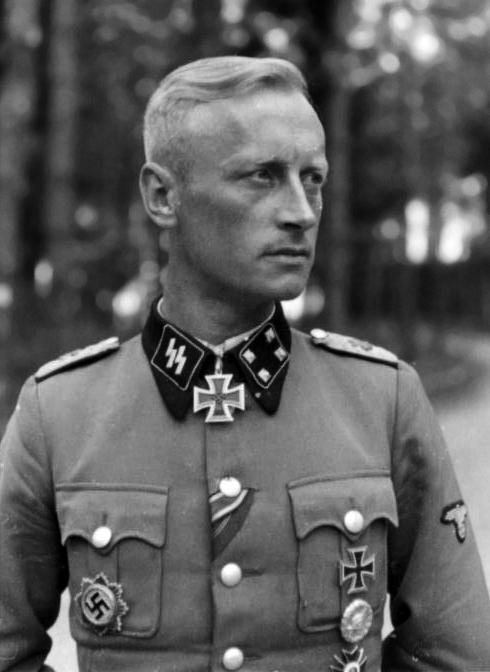
武裝親衛隊第1裝甲擲彈兵師「阿道夫·希特勒警衛旗隊」裝甲擲彈兵團指揮官鐵十字騎士勳章受勳者列表是武裝親衛隊的突擊隊大隊領袖。

親衛隊突擊隊大隊領袖（德語：Sturmbannführer）是納粹德國的準軍事組織「親衛隊」中的一個階級，其職等相當於德意志國防軍少校。德語原文中的「Sturmbann」是同為納粹黨準軍事組織的衝鋒隊與親衛隊早期的一種組織編制，其規模約略等於一個營。本階級最早可追溯至第一次世界大戰期間德意志帝國陸軍的突擊小隊。
本階級於1928年正式成為親衛隊階級的一部分，同時也是最早創建的親衛隊軍階之一。突擊隊大隊領袖以黑底與四個銀色方形的襟章作為其識別標記。按照1928年的原始系統，本階級的上級軍階為親衛隊旗隊領袖，但這種情況於1932年新設親衛隊上級突擊隊大隊領袖這一階級時有所改變；此後突擊隊大隊領袖成為上級突擊隊大隊領袖的下行階級。

## 標記

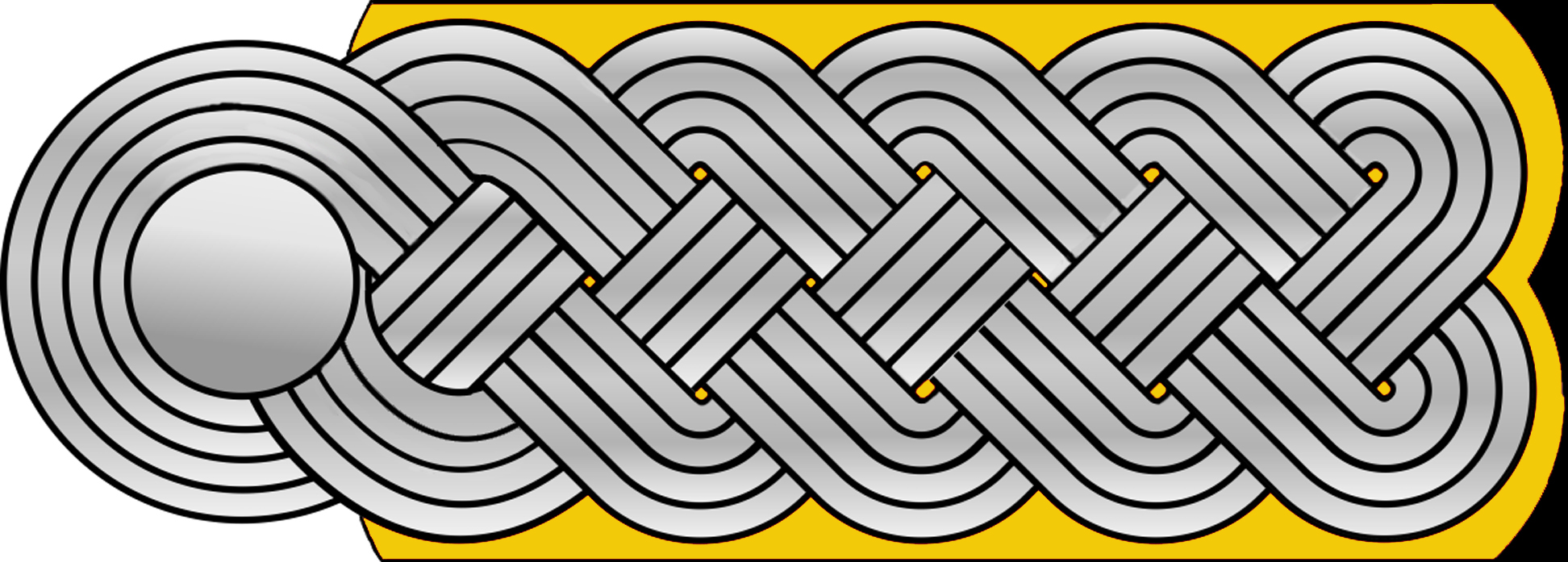
肩章
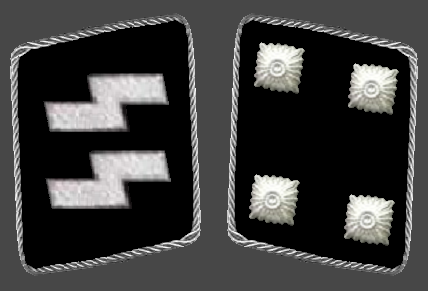
襟章
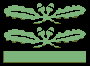
袖章

## 引用
1. ↑  Stein 1984，第297頁.
2. 1 2  Flaherty 2004，第148頁.
3. ↑  McNab (II) 2009，第15頁.
4. 1 2  McNab 2009，第29, 30頁.

## 圖書
- Flaherty, T. H. . Time-Life Books, Inc. 2004 [1988]. ISBN 1-84447-073-3.
- Joachimsthaler, Anton. . Trans. Helmut Bögler. London: Brockhampton Press. 1999 [1995]. ISBN 978-1-86019-902-8.
- McNab, Chris. . Amber Books Ltd. 2009. ISBN 978-1-906626-49-5.
- McNab (II), Chris. . Amber Books Ltd. 2009. ISBN 978-1-906626-51-8.
- Stein, George. . Cornell University Press. 1984 [1966]. ISBN 0-8014-9275-0.